# Giorgio Di Faccio

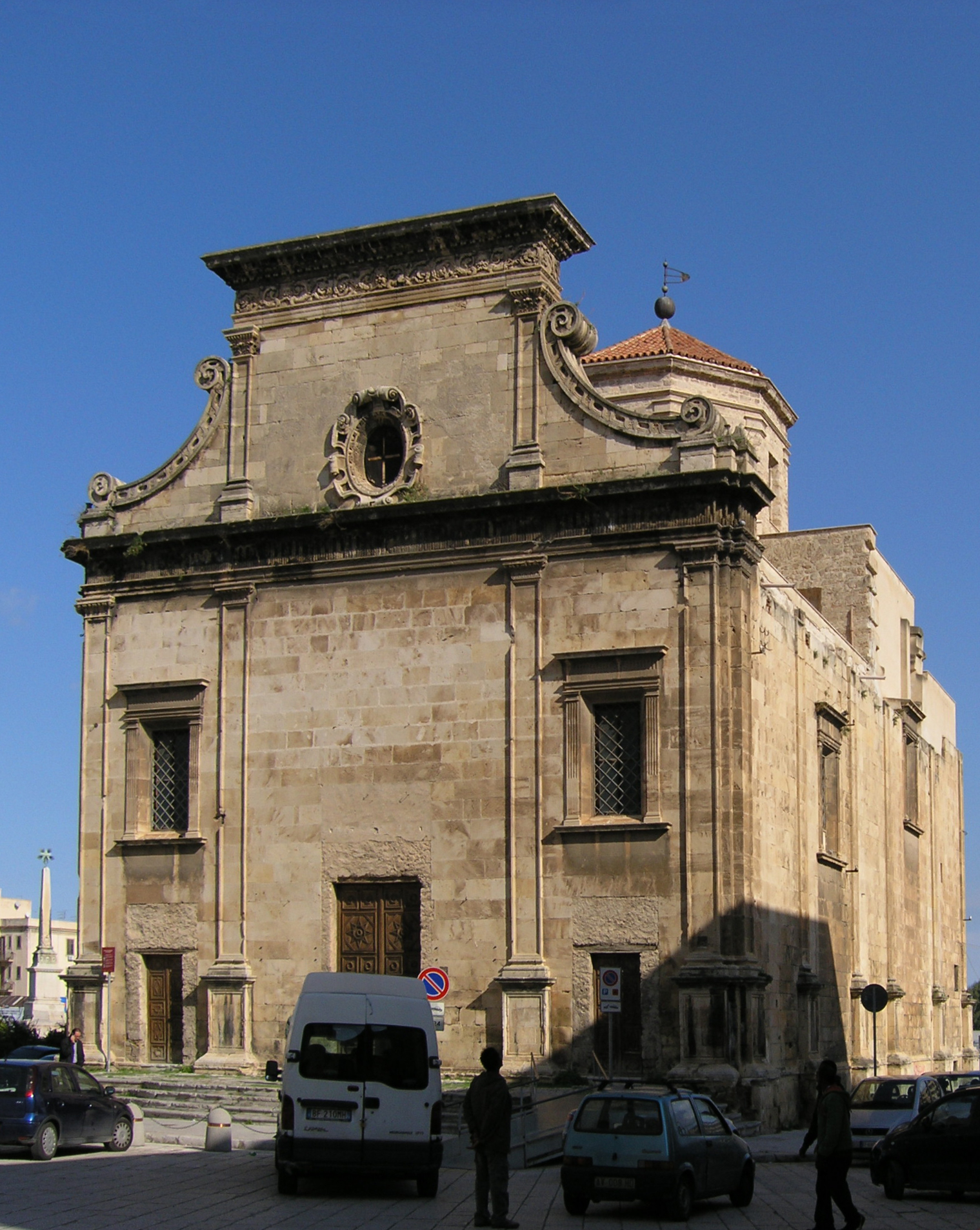
Giorgio di Faccio, San Giorgio dei Genovesi, Palermo.

Giorgio Di Faccio, anche nelle forma Di Fazio (Niella Tanaro, ... – Palermo, 29 maggio 1592), è stato un architetto italiano, documentato a Palermo dal 1559 al 1592.

## Biografia e opere
Piemontese di nascita, era stato a lungo ritenuto di origine genovese o siciliana, prima della pubblicazione (1952-53) di un suo atto di donazione del 1579, con il quale trasferiva a un familiare alcuni beni paterni posseduti nella cittadina natale di Niella Tanaro.
Nulla ci è noto della sua formazione, né di eventuali sue opere eseguite in patria prima del trasferimento a Palermo, avvenuto in data imprecisata, su probabile invito della locale comunità di mercanti e uomini d'affari piemontesi, molti dei quali, come il nostro, di origine niellese.
Da documenti notarili dell'epoca, negli anni 1566-67 risulta presente, in qualità di "maestro fabbricatore", nei cantieri per la trasformazione della Reggia dei Normanni in sede dei viceré spagnoli.
Negli anni tra il 1569 e 1582 realizza la tribuna ottagona della chiesa di Santa Maria la Nuova, introducendo elementi del Rinascimento maturo - segnatamente bramantesco - in un contesto architettonico sostanzialmente ritardatario, segnato in facciata dalla perdurante influenza del gotico catalano e per il resto, dallo stile tardo-quattrocentesco della scuola dei Gagini, allora dominante nell'Isola.
Nel 1576 attende alla sua opera più celebre: la chiesa di San Giorgio dei Genovesi. Con essa, l'adesione del Di Faccio, alla tradizione architettonica locale si fa più evidente, sebbene non pedissequa. I volumi essenziali dell'edificio, articolati in superficie da una griglia di paraste doriche profilate poste su alti plinti e i paramenti murari lisci "bucati" da finestre a edicola prive di timpano, con il vano finestra fortemente strombato, appartengono infatti, allo schema di una serie di edifici sacri palermitani improntati al linguaggio di Antonello Gagini (1478 – 1536), rivisto dal nostro alla luce di una sensibilità monumentale più marcata ormai cinquecentesca. La fedeltà alla tradizione architettonica locale, per altro, non impedisce al D. di attingere all'esuberanza plastica della Maniera per la decorazione scultorea del secondo ordine della facciata, come pure nella scelta di alcuni partiti decorativi dell'interno, rivelando, rispetto al contesto culturale in cui opera, un precoce personale interesse per i modi del tardo Rinascimento romano, non ancora scesi a imporsi nell'Isola, come da lì a poco. Per l'interno di San Giorgio dei Genovesi invece, l'architetto niellese risale alle radici stesse dell'architettura siciliana, guardando alla Cattedrale normanna di Palermo, nel XVI secolo ancora stilisticamente intatta, della quale ripropone i celeberrimi sostegni tetrastili e i fasci di colonne a registri sovrapposti della crociera, previamente tradotti in forme classiche. Mentre la tensione verticale dell'interno del monumento normanno è restituita dal nostro, attraverso un analogo utilizzo degli archi a sesto oltrepassato.
In obbedienza alle disposizioni del Concilio di Trento, nel 1583, l'arcivescovo di Palermo Cesare Marullo, incarica il D. della costruzione del Seminario dei Chierici; impresa portata a termine nel 1591. L'originario edificio del D. risulta oggi di difficile valutazione, a causa delle profonde manomissioni subite dal complesso nei secoli successivi, particolarmente in età barocca e rococò (XVII- XVIII secolo). Ciò nonostante, la critica è concorde nel riconoscergli l'ampio cortile centrale, circondato da ariosi loggiati su due piani, retti da belle colonne d'ordine dorico. 
Giorgio Di Faccio si spegne a Palermo, per malattia, il 29 maggio 1592. Nel testamento, dettato poche ore prima di morire, egli nomina quale esecutore testamentario un membro della “nazione genovese”: don Giovanni Antonio Gerardi, savonese, parroco della Kalsa, al quale affida "tutti li soi libri di architettura, pro bono amore". Dispone inoltre, che "tutti li disigni de li ecclesii che ipse testator ha fatto fari in questa città di Palermo siano restituiti e dati a li predetti ecclesii".
Viene seppellito nella cappella della Madonna della Grazia nella chiesa del monastero della Pietà. Nell'Atto di Morte della parrocchia di S. Croce viene detto "mastro Giorgino".